# حالة عمار
مركز حالة عمار هو منفذ بري تابع لمنطقة تبوك ويعتبر من أهم المداخل البرية للمملكة العربية السعودية، والحد السعودي مع الأردن وهو من أقدم الحدود التي كانت تأتي منه الحجيج. وما زال حجاج الأردن وفلسطين والعديد من الدول الإسلامية الأخرى تعبره. وتبعد عن مدينة تبوك 110 كم، بإتجاه الشمال، وبها يمر سكة حديد الحجاز الذي يمتد من المدينة المنورة إلى دمشق في الخلافة العثمانية، ولذلك يعتبر من أقدم المنافذ الشمالية بنسبة لمنافذ الشمال.

## التسمية
تذكر بعض المصادر قصة متداولة بين سكان المنطقة حول سبب تسمية المنطقة بـ «حالة عمّار»، وفيها أن رجلً صالح يدعى «عمّار» كان يأتي حاجًا مشيًا على قدميه، وكان ينزل على القبائل عند نفاذ طعامه وشرابه، وفي إحدى رحلاته إلى مكة بعدما كبرت سنّه، داهمه المرض، فأقام لدى إحدى القبائل في منطقة تبوك. لاحقًا، اضطرت القبيلة للرحيل بعدما أجدبت الأرض، فطلبوا من عمّار أن يرافقهم، الإ أنه آثر البقاء، فبنوا له بيتًا من الشعر وتركوا له طعامًا وشرابًا، وكان الناس يسألون أهل المنطقة عنه فيقولون «كيف حالة عمار؟»، فيردون عليهم «حالة عمار حاله»، وذلك بسبب مرضه وتدهور صحته، إلى أن وافاه الأجل في المنطقة ودُفن بها فعرفت بهذا الاسم.